# Balvaird Castle

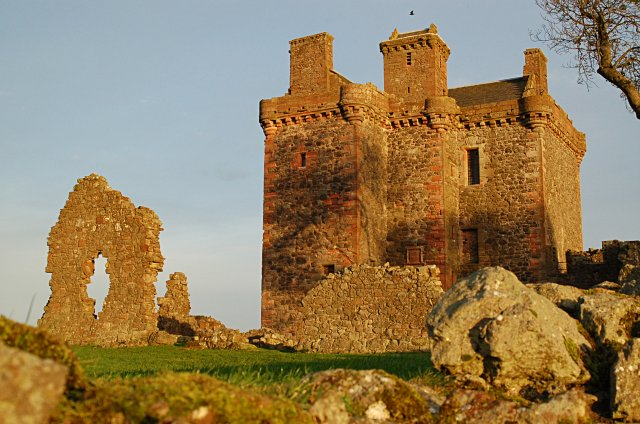
Balvaird Castle

Balvaird Castle ist die Ruine eines Wohnturms mit L-förmigem Grundriss in der schottischen Council Area Perth and Kinross.

## Name
Der Name Balvaird leitet sich aus dem Schottisch-gälischen Baile a’ Bhàird (dt.: Stadt des Barden) ab.

## Geschichte
Das besonders schöne und komplett erhaltene Beispiel eines schottischen Wohnturms wurde um 1500 für Sir Andrew Murray, den jüngeren Sohn der Familie Murray aus Tullibardine, errichtet. Er hatte die Ländereien von Balvaird durch seine Heirat mit der Erbin Margaret Barclay, einem Mitglied einer reichen Familie, erworben. Vermutlich wurde Balvaird Castle auf früherem Barclay-Familienland errichtet. Umfangreiche Überreste von Erdwerkbefestigungen um die Burg sind wohl Reste einer früheren Verteidigungsanlage.
Über die Jahre wurde die Burg erweitert und verändert. Ein Torhaus wurde 1567 hinzugefügt. Eine Vorburg wurde außerhalb des Haupttores angebaut; sie enthielt vermutlich Stallungen und äußere Verteidigungsanlagen. In einem weiteren Burghof im Süden wurde ein Garten angelegt, und ein viel größeres, eingefriedetes Gelände im Nordosten wurde zu einem Obsthain oder „Pleasance“. Die Gebäude um den eigentlichen Wohnturm sind heute Ruinen.
Die Familie lebte in dem Wohnturm, bis sie 1658 das Earldom of Mansfield erbte und in den komfortableren Scone Palace bei Perth umzog. Nach diesem Umzug war die Burg weiterhin bewohnt, allerdings nicht mehr von der Familie Murray. Später waren dort vermutlich Landarbeiter untergebracht.
Historic Scotland unterhält heute den Wohnturm und führte in den letzten Jahren teilweise Ausgrabungen dort durch. Das Burggelände ist das ganze Jahr über öffentlich zugänglich, der Wohnturm selbst kann nur an wenigen Tagen im Jahr besichtigt werden.

## Beschreibung
Das aus rotem Sandstein errichtete Balvaird Castle stellt eine Besonderheit unter den schottischen Burgen dieser Zeit dar, weil es besonders fein ausgearbeitete architektonische Details zeigt. Dies sind z. B. Konsolen in Form behauener Köpfe, die Eckpartien des Mauerumgangs stützen, ein offener Kamin, ein fein ausgestalteter Wandschrank in der Halle im 1. Obergeschoss und ein Caphouse oberhalb der Treppe in Form eines kleinen Wohnturms. Es wird angenommen, dass ein Teil oder alle diese behauenen Steinkonstruktionen von einem früheren Sakralbau nach Balvaird Castle gebracht und wiederverwendet wurden.
Balvaird Castle ist als Scheduled Monument denkmalgeschützt. Eine zusätzliche Einstufung als Denkmal der Kategorie A wurde 2015 aufgehoben.